# Waleri Walerjewitsch Kowaljow

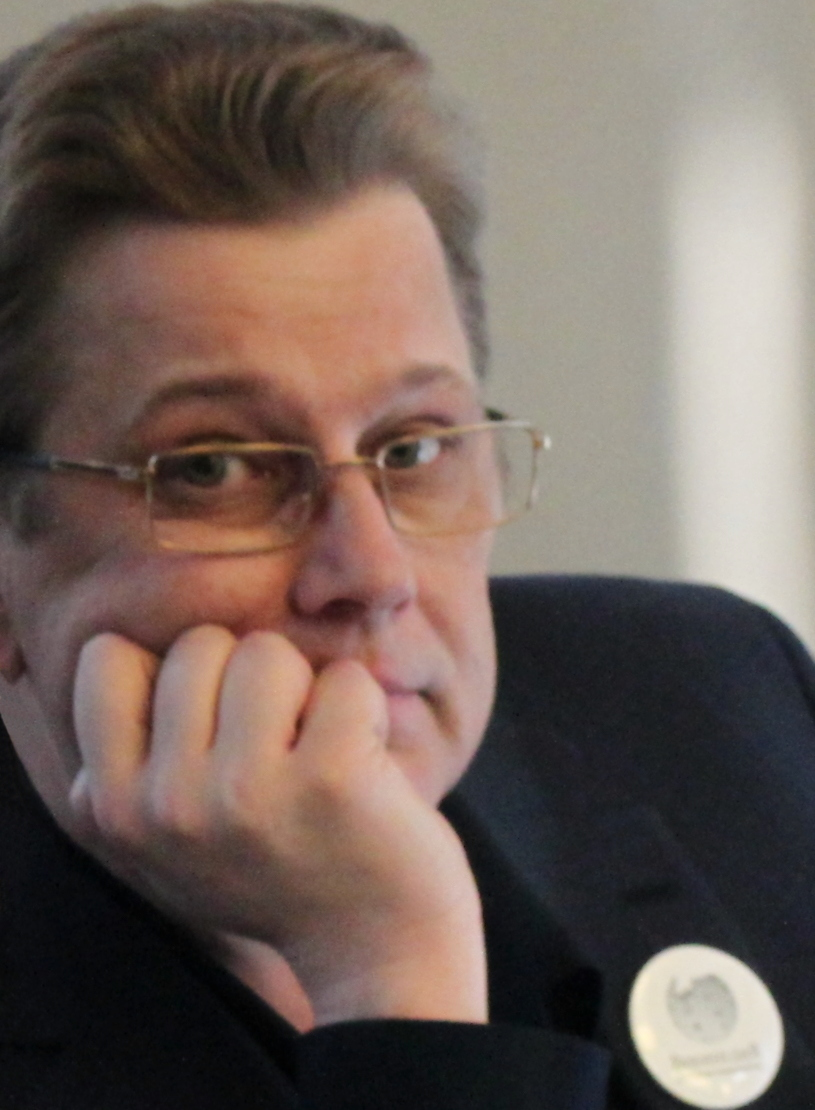
Waleri Kowaljow (2017)

Waleri Walerjewitsch Kowaljow (russisch: Валерий Валерьевич Ковалёв, 24. April 1970 in Neuruppin, DDR – 31. Dezember 2021 in Moskau, Russland) war ein russischer Unternehmer, Philanthrop und Wikimedianer. Er war Gründer und Eigentümer eines der größten russischen Online-Shops, Holodilnik.ru.
Laut dem Geschäftsführer von Wikimedia RU, Stanislaw Kozlowski, schrieb er auch „eine riesige Anzahl hochwertiger Artikel“ für die russische Wikipedia.

## Biografie
Waleri Walerjewitsch Kowaljow wurde am 24. April 1970 in der Stadt Neuruppin (DDR) in die Familie des sowjetischen Militär-Testpiloten Waleri Iwanowitsch Kowaljow (1946–2004) geboren, der in der Gruppe der Sowjetischen Streitkräfte in Deutschland diente. Im Zusammenhang mit dem Dienst des Vaters zog die Familie viele Male innerhalb der UdSSR um – von Komsomolsk am Amur nach Tiflis.
1987 trat Waleri Kowaljow junior in das Moskauer Luftfahrtinstitut ein, die Fakultät für „Flugzeugtechnik und Hubschraubertechnik“, die er 1994 mit einem Abschluss in Flugprüfung als Systemingenieur abschloss.

## Unternehmertum

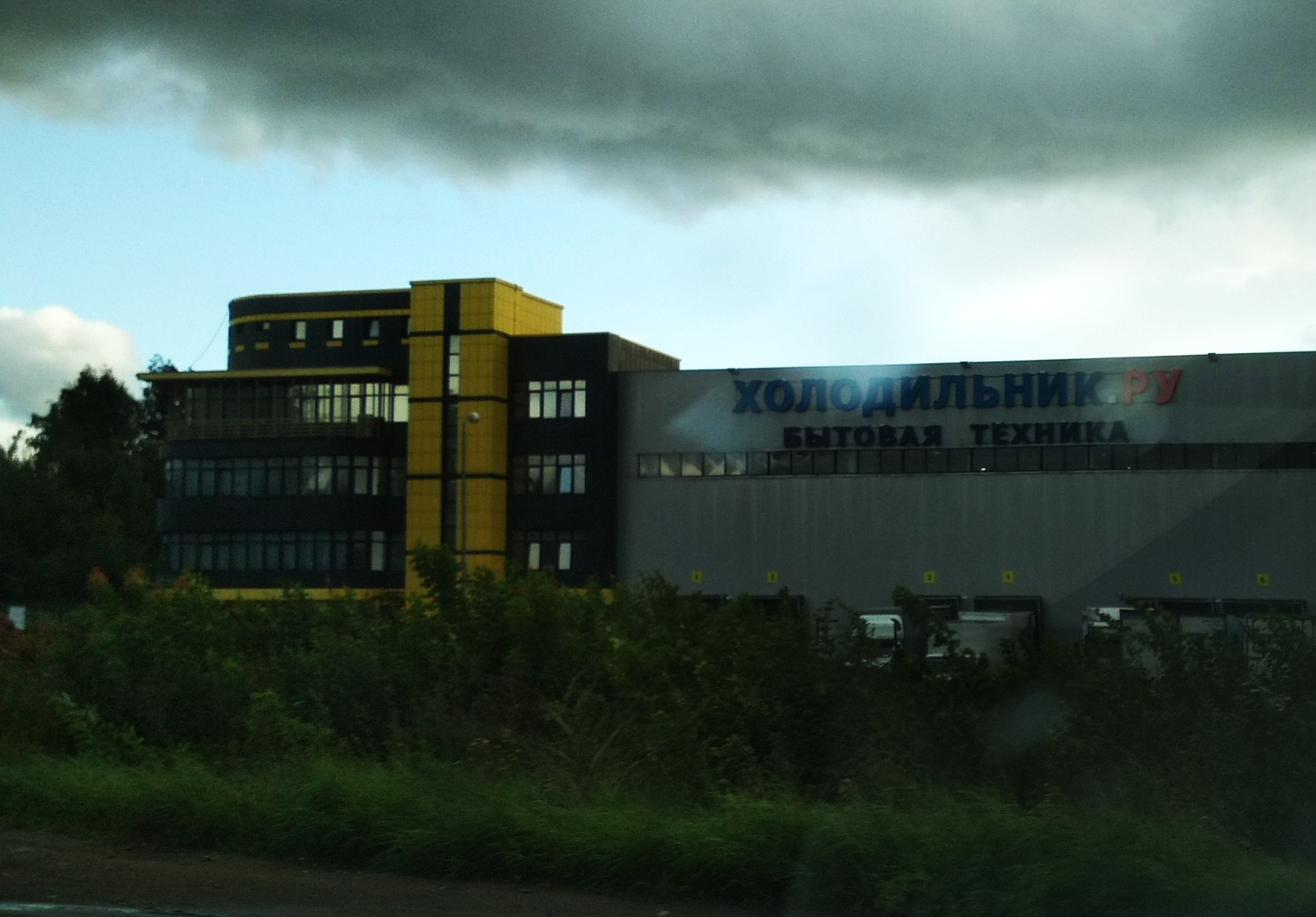
Holodilnik.ru

Während seiner Studienzeit organisierte Kowaljow zusammen mit seiner Frau Swetlana den Groß- und Einzelhandel mit Kühlschränken, nachdem er dafür einen Teil der Fläche im Kaufhaus „Svet“ gemietet hatte.
2003 registrierte er die Website Holodilnik.ru mit einem Warenkatalog und begann, den Handel schrittweise auf ein Online-Format umzustellen. Zwei Jahre später wurde das Produktangebot von Kowaljows Unternehmen erweitert und die Website verbessert: Verbraucher erhielten beispielsweise die Möglichkeit, den Abschnitt „Bestelltabelle“, in dem Wünsche zu neuen Modellen formuliert wurden, nicht nur zu nutzen, sondern auch Statistiken (Ware im Lager, im Lieferservice, auf dem Weg zum Käufer) in Echtzeit zu verfolgen. Im Forum der Website beantwortete der Gründer des Unternehmens in der Regel selbst Fragen von Benutzern.
Im Jahr 2014 lag Holodilnik.ru laut Forbes mit einem Umsatz von 310 Millionen US-Dollar auf dem sechsten Platz unter den größten Online-Shops in Russland.

## Wikipedia

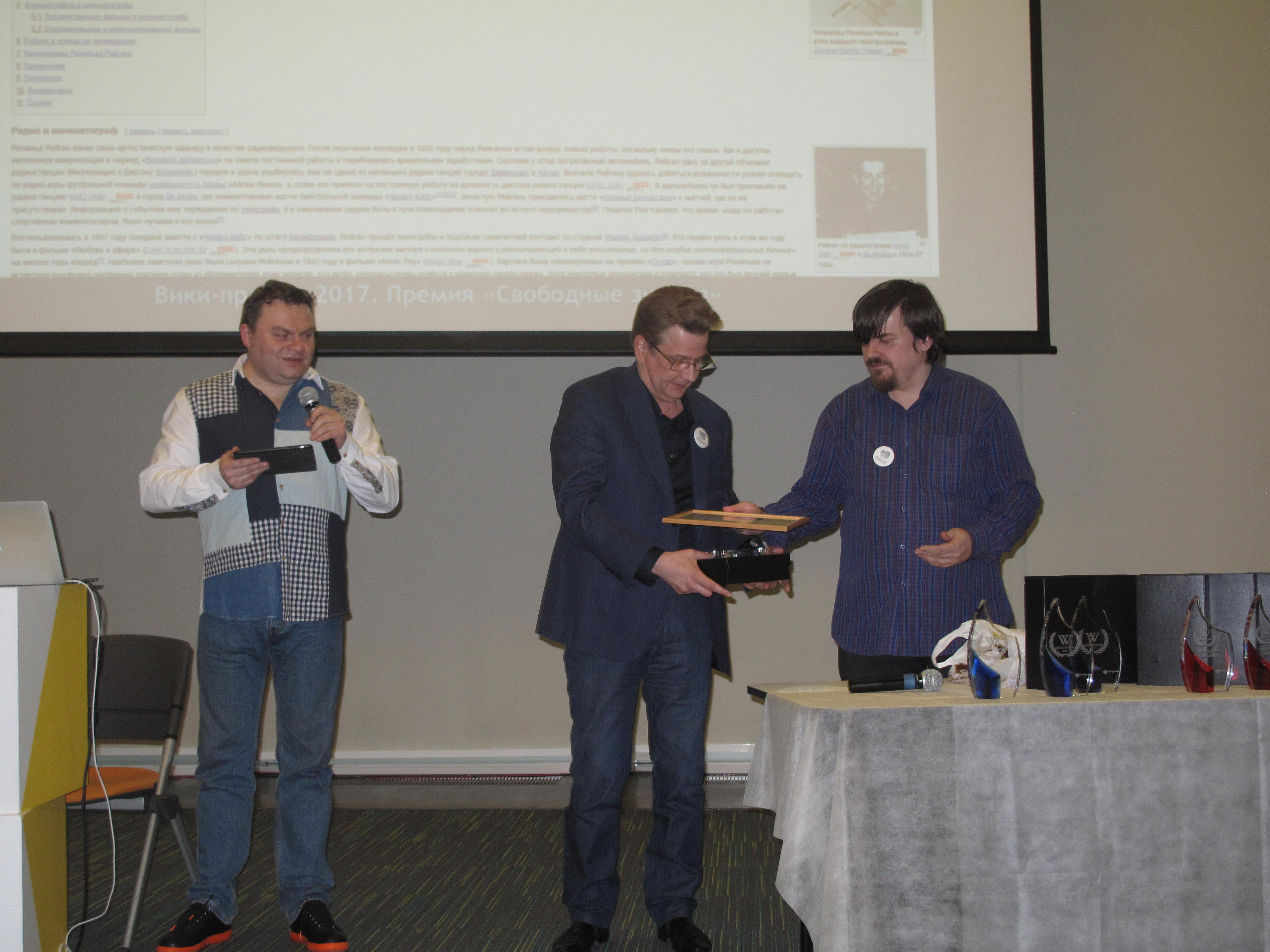
Waleri Walerjewitsch Kowaljow beim Wiki-Award 2017 (Moskau, 25. April 2017)

Von 2016 bis zum 30. Dezember 2021 beteiligte er sich unter dem Spitznamen NoFrost an der russischen Wikipedia. Der Spitzname ist aus der gleichnamigen No-Frost-Kühltechnologie gebildet, die in Kühlschränken verwendet wird.
Ab 2018 war Kowaljow Freiwilliger des OTRS-Dienstes (später VRT). Ab Ende 2016 wählte er das Projekt Kandidaten für ausgewählte Listen und Portale. Er war einer der Gründer des Il-Dottore-Preises, der an aktive Autoren hochkarätiger Artikel verliehen wird, und zudem Gründer und Mitglied der Jury des Wettbewerbs „Russische Literatur“.
Er schrieb laut dem Geschäftsführer von Wikimedia RU, Stanislaw Kozlowski, „eine riesige Anzahl hochwertiger Artikel“ für die russische Wikipedia.

## Tod
Kowaljow starb am 31. Dezember 2021 in Moskau im Alter von 52 Jahren; die Todesursache war eine akute Koronarinsuffizienz. Er wurde am 5. Januar 2022 auf dem Perepechinsky-Friedhof im Bezirk Solnechnogorsk neben dem Grab seines Vaters beigesetzt.